# 70P/Kojima
70P/Kojima – kometa krótkookresowa, należąca do rodziny Jowisza.

## Odkrycie
Kometę odkrył 27 grudnia 1970 roku astronom Nobuhisa Kojima w Ishiki (Japonia). Nazwę stanowi nazwisko odkrywcy.

## Orbita komety i właściwości fizyczne
Orbita komety 70P/Kojima ma kształt elipsy o mimośrodzie 0,45. Jej peryhelium znajduje się w odległości 2,01 j.a., aphelium zaś 5,34 j.a. od Słońca. Jej okres obiegu wokół Słońca wynosi 7,04 roku, nachylenie do ekliptyki to wartość 6,6˚.
Jądro tej komety ma rozmiary 3 km.